# Technologies de l'information et de la communication
Pour les articles homonymes, voir TIC et ICT.
 (janvier 2022).

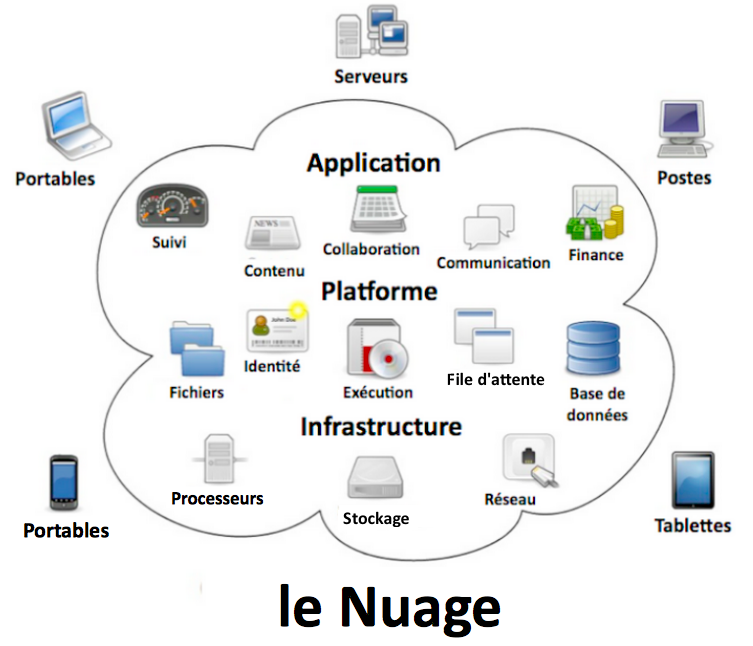
Aperçu schématique des grandes composantes des Technologies de l'information et de la communication (TICS), et du cloud computing tel qu'émergeant au début des années 2000.

Les technologies de l'information et de la communication ou techniques de l'information et de la communication (TIC, traduction de l'anglais information and communication technologies, ICT), qui concernent surtout le monde universitaire et le domaine de la télématique, sont les techniques de l'informatique, de l'audiovisuel, des multimédias, d'Internet et des télécommunications qui permettent aux utilisateurs de communiquer, d'accéder aux sources d'information, de stocker, de manipuler, de produire et de transmettre l'information sous différentes formes.
Ces formes sont : texte, musique, son, image, vidéo et interface graphique interactive (IHM).
Les textes juridiques et réglementaires utilisent la locution « communications électroniques ».

## Histoire
Les premiers pas vers une société de l'information ont été l'écriture puis l'imprimerie. Le télégraphe, le téléphone et la radiotéléphonie ont suivi. Puis l'informatique a pris son essor grâce aux circuits imprimés, les constructeurs d'informatique décentralisée innovant rapidement. La télévision, le Minitel et l'Internet puis les télécommunications mobiles ont associé l'image au texte et à la parole, « sans fil », l'Internet et la télévision devenant accessibles sur le téléphone portable qui fait aussi office d'appareil photo.
Le rapprochement de l'informatique, de l'audiovisuel et des télécommunications, dans la dernière décennie du XXe siècle a bénéficié de la miniaturisation des composants, permettant de produire des appareils « multifonctions » à des prix accessibles, dès les années 2000. L'augmentation rapide du nombre d'Accès à Internet à haut débit (par exemple avec l'ADSL ou via les réseaux de la télévision par câble), la VDSL et l'accès à internet à très haut débit (avec les réseaux de lignes d'abonnés en fibre optique) a favorisé la diffusion de contenus audiovisuels à bas prix (les prix des TIC ont chuté en deux ans entre 2008 et 2010).
Avec le développement d'Internet et du Web 2.0, les usages des TIC se sont développés. La grande majorité des citoyens des pays industrialisés les utilise maintenant pour accéder à l'information et à un nombre croissant de services en ligne.
Par contre, une fracture numérique géographique s'est développée avec les pays en développement où l'accès à Internet à haut débit est hors de la portée de la plupart des ménages. Un grand nombre d'internautes, via des sites web, des blogs, les médias sociaux ou des projets tels que le projet encyclopédique Wikipédia ajoutent constamment de l'information à l'Internet.
Le nombre de services disponibles explose, et génère des emplois liés à ces technologies, pour 3,2 % du PIB français vers 2010 et 5,5 % attendu en 2015.
La filière nécessite des compétences croissantes en communication, marketing et vente, la technique n'étant qu'un support de la communication et d'organisation. Les profils professionnels recherchés évoluent en conséquence note l'Observatoire International des Métiers Internet, qui analyse les profils et les compétences recherchés par le marché de l'emploi en Europe.
Les usages des TIC s'étendent, surtout dans les pays développés, au risque d'accentuer localement la fracture numérique et sociale ainsi que le fossé entre les générations. De l'agriculture de précision et de la gestion de la forêt (traçabilité des bois pour lutter contre le trafic), au contrôle global de l'environnement planétaire ou de la biodiversité, à la démocratie participative (TIC au service du développement durable) en passant par le commerce, la télémédecine, l'information, la gestion de multiples bases de données, les diverses transactions financières, la robotique et les usages militaires, sans oublier l'aide aux handicapés (dont les aveugles qui utilisent des synthétiseurs vocaux avancés ainsi que des plages braille éphémère), les TIC tendent à prendre une place croissante dans la vie humaine et le fonctionnement des sociétés.
De 2007 à 2010, la part des sociétés dotées d'un extranet est passée de 17 % début 2007 à 35 % début 2010.
Certains craignent une perte de liberté individuelle (effet Big Brother de surveillance généralisée en référence au roman 1984 de George Orwell, intrusion croissante de la publicité ciblée et non désirée…).
Les prospectivistes estiment que les TIC devraient prendre une place croissante, voire être à l'origine d'un nouveau paradigme civilisationnel, voyant éventuellement les TIC évoluer vers les nanotechnologies, biotechnologies, informatique et sciences cognitives (NBIC) et l'intelligence artificielle.

## Concept

### Définition
L'expression « Technologies de l'information et de la communication » transcrit une locution anglaise utilisée dans diverses instances internationales qui correspond à peu près au domaine de la télématique. Elle a différentes définitions selon le point de vue des auteurs ou selon l'époque, en raison du brouillage progressif des frontières des domaines concernés et de l'évolution rapide des techniques avec la convergence numérique.
La définition des TIC reste particulièrement floue : le terme « technologie », qui signifie « discours sur la technique », est utilisé à la place de « technique », qui serait à la fois plus simple et plus exact. Les technologies de l'information et de la communication sont des outils de support au traitement de l'information et à la communication, le traitement de l'information et la communication de l'information restant l'objectif, et la technologie, le moyen.[réf. nécessaire]
Le dictionnaire Larousse définit les technologies de l'information et de la communication comme étant un « ensemble des techniques et des équipements informatiques permettant de communiquer à distance par voie électronique (câble, téléphone, Internet, etc.) ». Cette définition se limite à la convergence de l'informatique et des télécommunications en vue de communiquer, sans tenir compte de l'impact de la convergence numérique dans les supports multimédias et l'audiovisuel.
Le Grand Dictionnaire terminologique de l'OQLF définit les technologies de l'information et de la communication comme étant l'« Ensemble des technologies issues de la convergence de l'informatique et des techniques évoluées du multimédia et des télécommunications, qui ont permis l'émergence de moyens de communication plus efficaces, en améliorant le traitement, la mise en mémoire, la diffusion et l'échange de l'information ». Cette définition est plus complète que la précédente, tenant compte de la convergence numérique dans son ensemble. Elle reflète mieux le point de vue des institutions internationales, qui considèrent les TIC comme étant l'intégration des techniques des télécommunications, de l'informatique, des multimédias et de l'audiovisuel.
La diffusion rapide de l'accès à l'Internet à haut débit a permis une explosion des usages des services audiovisuels, qui prennent une importance accrue dans le concept des TIC, non seulement au niveau de la communication, mais aussi au niveau de la gestion et de la diffusion des informations et des connaissances. Cette extension du concept des TIC est à l'origine de nombreux débats en raison de l'importance de ses conséquences sur la société.
Selon une convention internationale fixée par l'OCDE, les technologies de l'information et de la communication (TIC) englobent les secteurs économiques suivants :
- secteurs producteurs de TIC : fabrication d'ordinateurs et de matériel informatique, de TV, radios, téléphone… ;
- secteurs distributeurs de TIC : commerce de gros de matériel informatique… ;
- secteurs des services de TIC : télécommunications, services informatiques, services audiovisuels….

### Évolution de la terminologie
L'avènement de l'Internet et principalement du Web comme média de masse et le succès des blogs, des réseaux sociaux, des wikis ou des technologies pair-à-pair confèrent aux TIC une dimension sociétale.
Gérard Ayache, dans La Grande Confusion, parle d'« hyper information » pour souligner l'impact anthropologique des nouvelles technologies.
De nombreux internautes considèrent l'Internet comme une technologie de la relation (TR) : Joël de Rosnay a repris cette expression dans La révolte du pronétariat : des mass média aux média des masses. Le Web 2.0 est permis par les TIC.
Le concept de technologies de l'information et de la communication est à rapprocher de celui de société de l'information en raison de leur impact sociétal.

### TIC ou NTIC
Le terme « nouvelles technologies de l'information et de la communication » (NTIC) a souvent été utilisé dans la littérature francophone au cours des années 1990 et au début des années 2000 pour caractériser certaines technologies dites « nouvelles » ; ses définitions sont souvent floues ou équivalentes à celles des TIC.
La qualification de « nouvelles » est ambiguë, car le périmètre des technologies dites nouvelles n'est pas précisé et varie d'une source à l'autre. En raison de l'évolution rapide des technologies et du marché, des innovations déclarées « nouvelles » sont obsolètes dix ans plus tard.
Parfois, il s'agit de distinguer les technologies connectées à l'Internet, par opposition aux télécommunications traditionnelles. Parfois, il s'agit de distinguer les plateformes du Web 2.0 par opposition aux premières technologies de l'Internet qui ont maintenant trois décennies et sont tout à fait obsolètes. Parfois, il s'agit de caractériser les services issus de la convergence des télécommunications et des multimédias utilisant des accès à haut débit car les applications utilisant seulement les accès à bas débit peuvent difficilement être qualifiées de « nouvelles ».
Les NTIC incluent parfois la téléphonie mobile, bien que ses débuts aient plus de trois décennies.
Le sigle « NTIC » n'a pas de définition officielle par les institutions internationales responsables de ce domaine, alors que le terme « TIC » (ou ICT en anglais) y est défini comme étant « l'intégration des technologies des télécommunications, de l'informatique et des multimédias ».
Dans les moteurs de recherche, le sigle « NICT » (traduction de NTIC en anglais) est très rarement utilisé (hors de la traduction de documents francophones) ; le vocabulaire de ce domaine évolue en permanence, rendant difficile l'établissement de catégories fixes pour distinguer ce qui est nouveau de ce qui ne l'est pas[réf. souhaitée].

### Appellations connexes
La désignation « communications électroniques », souvent utilisée dans les textes juridiques et réglementaires européens, correspond aux TIC hormis certains systèmes de diffusion de télévision et de radio (qui ne sont pas soumis aux mêmes droits et obligations). Cette distinction pose des problèmes aux autorités de la réglementation régulation, du fait de la convergence des technologies des télécommunications et de l'Internet. Cette convergence permet une généralisation de la diffusion de la télévision et de la radio par Internet grâce aux technologies à haut débit.
L'ARCEP évite le sigle « TIC » dans ses documents et utilise systématiquement le terme de « communications électroniques » ainsi défini : « les émissions, transmissions ou réceptions de signes, de signaux, d'écrits, d'images ou de sons, par voie électromagnétique ».
Les sigles anglais correspondant sont IT, pour information technology et ICT pour information communication technology, le sigle NICT, pour new information and communication technology étant plus rare.
Le terme « infocommunications » (ou « info-com ») a surtout été utilisé dans les années 1990 par les anglo-saxons et les pays d'Europe de l'Est pour désigner le concept de convergence entre télécommunications et informatique, selon une approche équivalente à celle du terme « communications électroniques » ; il s'applique surtout aux questions de traitement de l'information et de manipulation de contenus avec l'utilisation d'Internet,.
Dans le système éducatif français, on évoque plutôt les technologies usuelles de l'information et de la communication (TUIC) et les technologies de l'information et de la communication pour l'enseignement (TICE).

## Enjeux des TIC et importance économique
Les TIC jouent un rôle majeur dans la compétitivité des entreprises et dans l'efficacité des administrations et des services publics (santé, éducation, sécurité). Ils sont aussi devenus cruciaux pour la production et la diffusion des biens culturels. Selon le rapport Technologies Clés 2015, « le secteur des technologies de l'information et de la communication (TIC) est devenu un segment majeur de l'économie des principaux pays industrialisés avec une contribution directe de 5,9 % du PIB en Europe (et 7,5 % aux États-Unis). Au-delà du secteur lui-même, les TIC contribuent au développement de tous les autres secteurs économiques, les TIC représentant en effet plus de 50 % de la croissance de la productivité en Europe (source: Commission Européenne) ». Les perspectives de croissances du secteur STIC (Sciences et technologies de l'information et de la communication) sont par ailleurs considérables, qui représentent +8 % de croissance par an pour l'économie d'Internet entre 2013 et 2016, selon le Boston Consulting Group.

## Convergence des TIC et brouillage des frontières

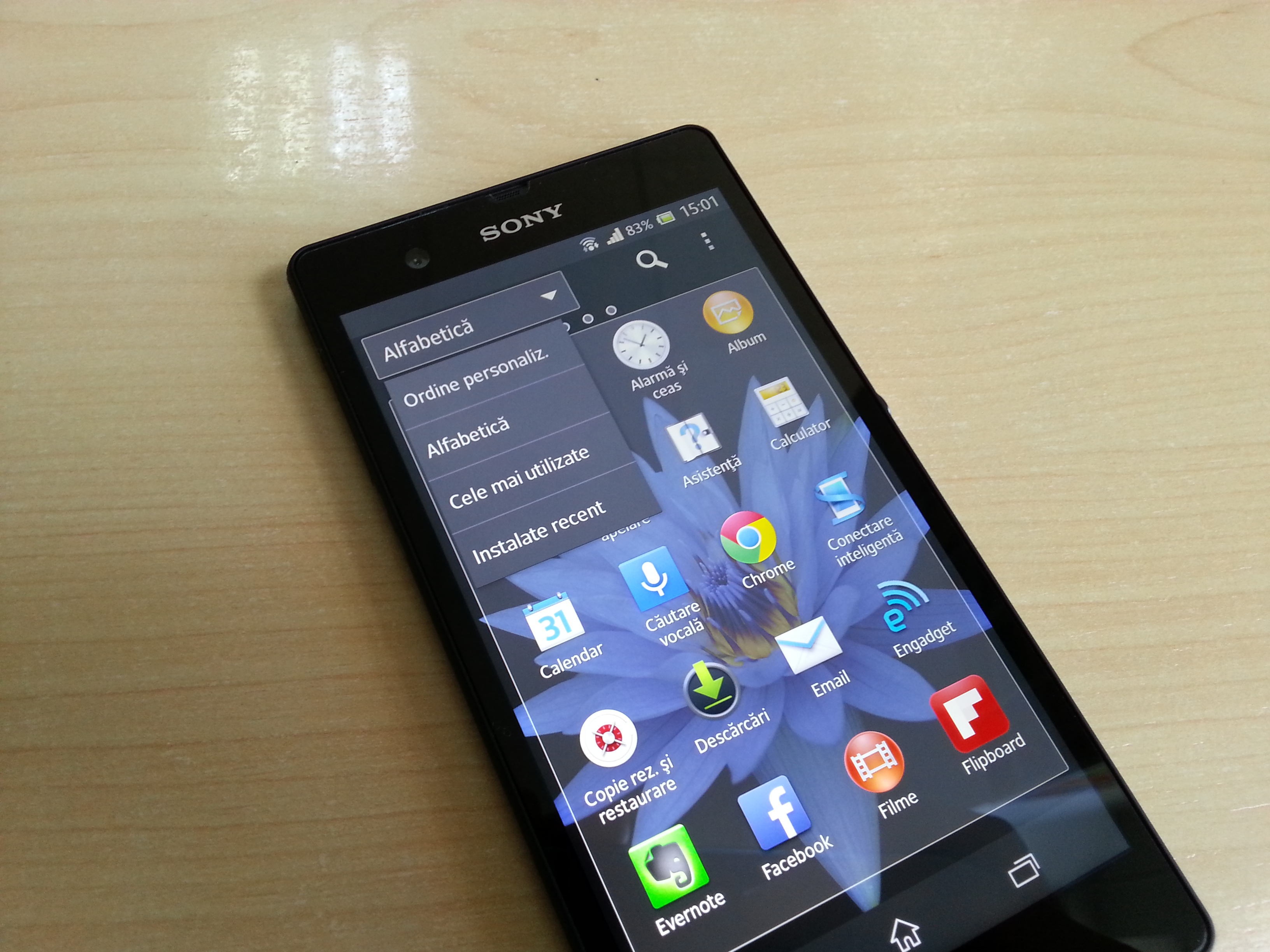
Un téléphone mobile est aussi un terminal pour naviguer sur Internet, consulter des vidéos ou utiliser diverses applications.

Les TIC contribuent à brouiller les frontières entre télécommunications, informatique et audiovisuel/ multimédias. Un rapport des Nations unies insiste sur l'impact de la convergence des TIC :
« La convergence a supprimé nombre de distinctions entre les secteurs des TIC, notamment la radiotélédiffusion, l'informatique et les télécommunications, et a favorisé l'innovation dans des secteurs autres que les TIC, tels que les services financiers. Dès lors, les utilisateurs ont accès à du contenu, à des services et à des applications sur de multiples plates-formes, ce qui accroît la versatilité et la sophistication de l'accès à l'information et de l'utilisation des communications ».
La fertilisation croisée des produits issus de domaines autrefois bien séparés et maintenant confondus est à l'origine d'une multitude de services innovants. Les quelques exemples suivants montrent qu'il est de plus en plus difficile d'étudier l'un des domaines des TIC sans tenir compte des autres.

### Exemple 1: Les opérateurs de télécommunications
Les opérateurs de télécommunications ne sont plus seulement des exploitants de réseaux de télécommunications, ils deviennent des fournisseurs de services Internet en s'appuyant sur les accès aux abonnés qu'ils détiennent et la téléphonie n'est plus qu'un segment de service parmi bien d'autres,. Par exemple, France Télécom est devenue également un distributeur de chaînes de télévision et de musique.

### Exemple 2: les réseaux des TIC
Dans les années 1980 et 1990, les réseaux étaient spécialisés par domaine et il fallait différents systèmes de transmission (et parfois différentes infrastructures) pour la téléphonie, la transmission de données entre ordinateurs, la radio et la télévision. Maintenant les réseaux en technologie IP à haut débit sont communs pour toutes les formes de service et les octets de la téléphonie sont acheminés par les mêmes routeurs sur les mêmes artères que les octets des consultations des sites Internet, des transferts de fichiers, du streaming de vidéos ou du courrier électronique,.

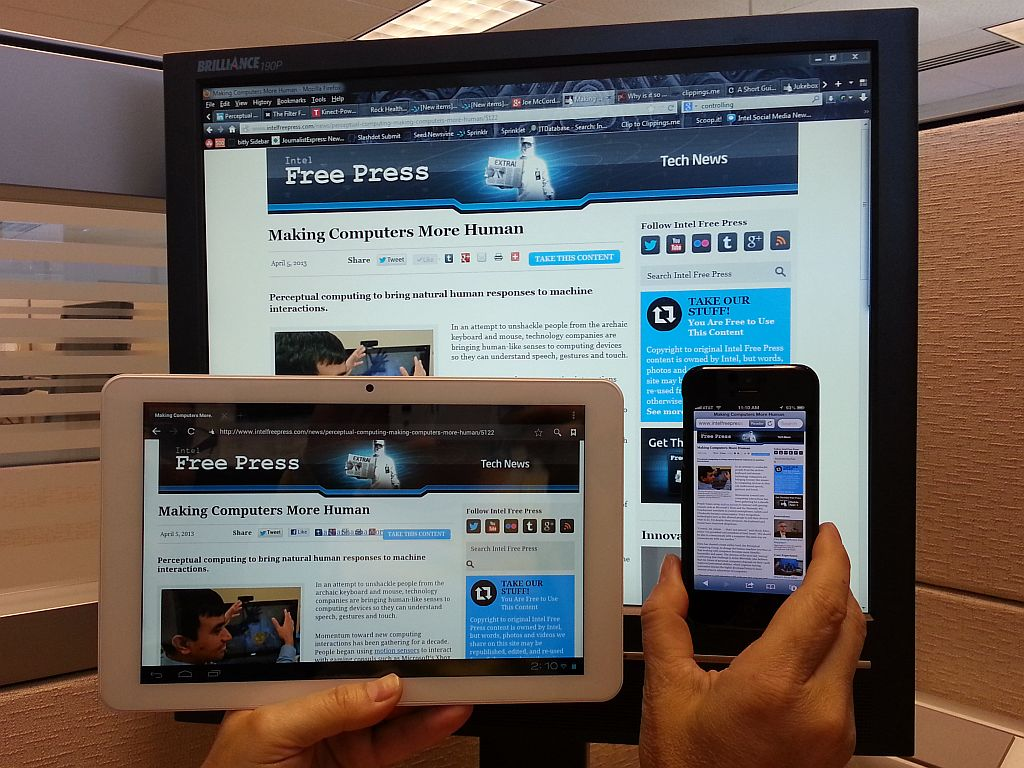
Exemple d'utilisation d'Internet avec l'affichage du même contenu sur différents terminaux avec des écrans très différents.

### Exemple 3: les ordinateurs personnels
Dans les années 1980, un ordinateur servait essentiellement au traitement de texte et au calcul avec un tableur. Puis dans les années 1990 il a servi aussi au courrier électronique et aux présentations par diapositives. Un ordinateur était donc clairement un équipement informatique. Mais avec la convergence numérique, un ordinateur personnel devient un outil de base pour le domaine de l'audiovisuel et des multimédias, car il est aussi de façon routinière :
- un terminal téléphonique avec le service de la Voix sur IP ;
- un terminal de vidéocommunication (Skype, Messenger) ;
- un écran de télévision pour recevoir des émissions en ligne ou en mode de rattrapage ;
- un écran pour regarder les photos ou les vidéos des plateformes de services générés par l'utilisateur (Instagram, Flickr, Youtube, etc.) ;
- un outil pour monter des films à partir d'un ensemble de vidéos prises avec son caméscope ou son smartphone ;
- un outil professionnel dans les entreprises pour les applications de travail collaboratif et de communications intégrées où l'audiovisuel joue un rôle croissant.

### Exemple 4: les terminaux téléphoniques mobiles
Au début des années 2000, un terminal téléphonique servait essentiellement aux communications téléphoniques et la facture était composée d'un abonnement et d'un montant proportionnel aux durées des communications par catégorie en fonction de la distance. La convergence numérique est particulièrement illustrée par les nouveaux terminaux téléphoniques appelés smartphones. Ils contiennent plus de capacité en mémoire et de puissance de calcul que les ordinateurs personnels des années 1980 et même 90. Ils permettent de prendre des photos et des vidéos avec des performances équivalentes à de bons appareils de photos ou caméscopes des années 1990. Ils sont utilisés comme des baladeurs pour écouter de la musique enregistrée ou voir des images ou des vidéos enregistrées.

### Exemple 5: les industriels producteurs de biens électroniques
Un fabricant d'ordinateur (Apple) devient l'un des plus grands fabricants de terminaux téléphoniques et devient un intermédiaire de premier plan dans la vente de produits et services audiovisuels avec le logiciel multimédia iTunes. Apple développe aussi sa propre suite bureautique iWork, en concurrence directe avec Microsoft Office.

## Techniques de l'information et de la communication
Les technologies de l'information et de la communication regroupent un ensemble de ressources techniques nécessaires à la mise en œuvre des services de l'information et de la communication pour produire, manipuler, convertir, stocker, gérer, transmettre et retrouver l'information et pour communiquer.
On peut regrouper ces techniques par catégories suivantes :
- la microélectronique et les composants ;
- l'équipement informatique, serveurs, matériel informatique, les ordinateurs et les logiciels ;
- les réseaux informatiques ;
- les réseaux, les infrastructures et les systèmes de télécommunications ;
- les terminaux de télécommunication (fixes ou mobiles) ;
- les réseaux de diffusion de la radiodiffusion et de la télévision (par voie hertzienne, par satellite, par réseau câblé) ;
- les postes récepteurs de radio et de télévision.

## Services de l'information et de la communication
Les services de l'information et de la communication sont regroupés en différentes catégories dont les plus connues sont :
- les services de téléphonie vocale ;
- les services de transmission de données informatiques ;
- les services informatiques ;
- les services de communication par Internet (Voix sur IP) ;
- les services de multimédia et d'audiovisuel ;
- les services de commerce électronique.

## Applications

### Dans l'administration et la gouvernance
- e-Gouvernement ou administration électronique
- Journal officiel de la République française, la version en ligne faisant foi tout autant que la version papier depuis le 2 juin 2004
- Télédéclaration d'impôt
- Vote électronique

### Dans la formation
- Learning management system (enseignement à distance)
- Logiciel de gestion de la formation (formation présentielle et administration)

### Dans la santé
- Dossier médical partagé
- Technologie et vieillissement (Gérontechnologie)

### Dans l'économie
- Commerce électronique

### Dans l'aménagement du territoire
- DATAR
- cadastre

### Dans les transports
- Billettique
- Borne d'information
- Géolocalisation par satellite, GSM, WIFI, RFID…

### Dans l'environnement
- Éco-informatique
- Informatique durable

### Dans les droits des personnes handicapées
- Accessibilité numérique
- Communication améliorée et alternative

## Avantages et limites de l'investissement dans les TIC

### Avantages
L'investissement dans les TIC serait l'un des principaux moteurs de compétitivité des entreprises. En effet, selon des études de l'OCDE, les TIC seraient un facteur important de croissance économique aux États-Unis.
- sur le plan du système d'information :
  - Hausse de la productivité du travail pour la saisie et réutilisation de l'information, donc baisse des coûts.
  - Délocalisation de tout ou partie de la production sur des sites socioéconomiques plus favorables (ex. : centre d'appels).
  - Meilleure connaissance de l'environnement, réactivité plus forte face à cet environnement.
  - Amélioration de l'efficacité de la prise de décision permise par une veille stratégique plus performante.
- sur le plan organisationnel fonctionnement et organisation de l'entreprise et de la gestion des ressources humaines :
  - Organisation moins hiérarchisée, partage d'information.
  - Meilleure gestion des ressources humaines (recrutement, gestion des carrières plus facile).
- sur le plan commercial :
  - Nouveau circuit de production grâce à l'extension potentielle du marché (commerce électronique).
  - Baisse des coûts d'approvisionnement.
  - Développement des innovations en matière de services et réponse aux besoins des consommateurs.
  - Plus grande diffusion de l'image de marque de l'entreprise (entreprise innovante).
  - Meilleure connaissance de la clientèle (gestion d'adresses)
- sur le plan professionnel :
  - Création de nouveaux emplois (entreprise et main-d'œuvre)

### Limites
- Contrairement à ce que les adjectifs « virtuel » ou « immatériel », souvent appliqués à ces techniques, sous-entendent, forte empreinte environnementale due à l'utilisation d'une quantité importante de matériaux critiques, et notamment de métaux (voir section suivante).
- Problèmes d'ergostressie (stress lié à l'utilisation des TIC) provenant souvent d'un manque de cohérence dans la conception de ces systèmes complexes.
- Problèmes de rentabilité : l'impact des TIC notamment sur le développement économique fait encore l'objet des nombreuses controverses.
- Coût du matériel, du logiciel, l'entretien et de la maintenance et du renouvellement ; certains matériels sont rapidement désuets en raison du rythme soutenu des innovations (18 mois), ou semblent avoir fait l'objet de stratégies d'obsolescence programmée ;
- Il est fréquent de voir apparaître un suréquipement par rapport aux besoins, et donc une sous-utilisation des logiciels.
- Coût de la formation professionnelle du personnel, de sa résistance aux changements.
- Coût entraîné par la modification des structures, par la réorganisation du travail, par la surabondance des informations.
- Rentabilité difficilement quantifiable ou difficilement prévisible sur les nouveaux produits. Parfois, d'autres investissements semblent pouvoir être aussi bénéfiques (Recherche et développement, Formation du personnel, Formations commerciales, organisationnelles, logistiques).
- La fracture numérique géographique peut être source de nouvelles inégalités. Les serveurs consomment à eux seuls autant que le parc de tous les ordinateurs, pour le refroidissement notamment. Leur consommation (refroidissement inclus) est passée de 3,6 TWh/a, à 5,2 TWh/a, de 2006 à 2008, alors que la consommation des centres de données diminuait fortement[29].
- Modification du type et contenu du travail. En France, cette question a été traitée par le Centre d'analyse stratégique (CAS) dans un premier rapport sur l'impact des TIC sur les conditions de travail (en février 2012[30] et dans un second rapport concernant plus spécifiquement la fonction publique[31] (janvier 2013) ; il estime que certaines des modalités du travail des fonctionnaires tendraient à se rapprocher de celles des salariés du privé, alors que « à ces spécificités organisationnelles s'ajoutent les missions propres à l'administration et les profils particuliers des agents eux-mêmes » ; les TIC ont permis aux fonctionnaires un travail facilité, des gains de temps gestionnaire au profit du temps de contact avec le public, etc.), mais en étant soumis à un contrôle accru des tâches et des missions et à un certain isolement au travail, etc. Par ailleurs, la géolocalisation est une composante des TIC qui tend à se généraliser dans le domaine professionnel ; il devient maintenant légitime de s'interroger sur la légalité de cette pratique en France[32]. En effet, l'entreprise, dans la gestion de ses salariés, se doit de respecter la vie privée de ces derniers de manière à éviter des litiges potentiels liés à une géolocalisation tous azimuts. Le code du travail, la CNIL et la jurisprudence se posent progressivement comme régulateurs de ces technologies de géoréférencement dans l'optique de trouver un juste milieu entre la vie privée du salarié et le pouvoir managérial[33].
- Des problèmes se posent aussi en matière de sécurité et d'éthique aggravés par l'internationalisation des règlementations : « fun »[Quoi ?], chantage, escroquerie, subversion, etc., face à certains publics vulnérables notamment (enfants, personnes âgées).

À l'heure actuelle, hormis pour des règles techniques, au sein de quelques grands systèmes collaboratifs, il semble qu'aucune « gouvernance mondiale » ne soit vraiment parvenue à une vision à long terme, ni à une surveillance ou à imposer un respect de règles « minimales réputées communes ».
- Les technologies de l'information et de la communication sont la source de plusieurs failles en matière de sécurité, notamment en ce qui concerne le domaine de la vie privée. Par exemple, en septembre 2014, la société Apple a fait face à plusieurs problèmes concernant l'utilisation d'iCloud et la fuite de ses informations[34].
- Un nouveau phénomène est apparu et a fait l'objet d'une étude[35] : la déconnexion volontaire aux TIC par des personnes régulièrement connectées et maîtrisant l'usage de ces technologies de communication. Cette déconnexion, qu'elle relève de la sphère professionnelle ou privée, est inhérente à une connexion permanente qui est devenue une norme[36]. C'est pour éviter une surcharge informationnelle, échapper à la surveillance et à la pression hiérarchique, aux injonctions permanentes et à l'urgence que les usagers les plus avancés des TIC décident de se déconnecter de façon ponctuelle et partielle[37].

### Dérives et enjeux en matière de consommation d'énergie et de ressources

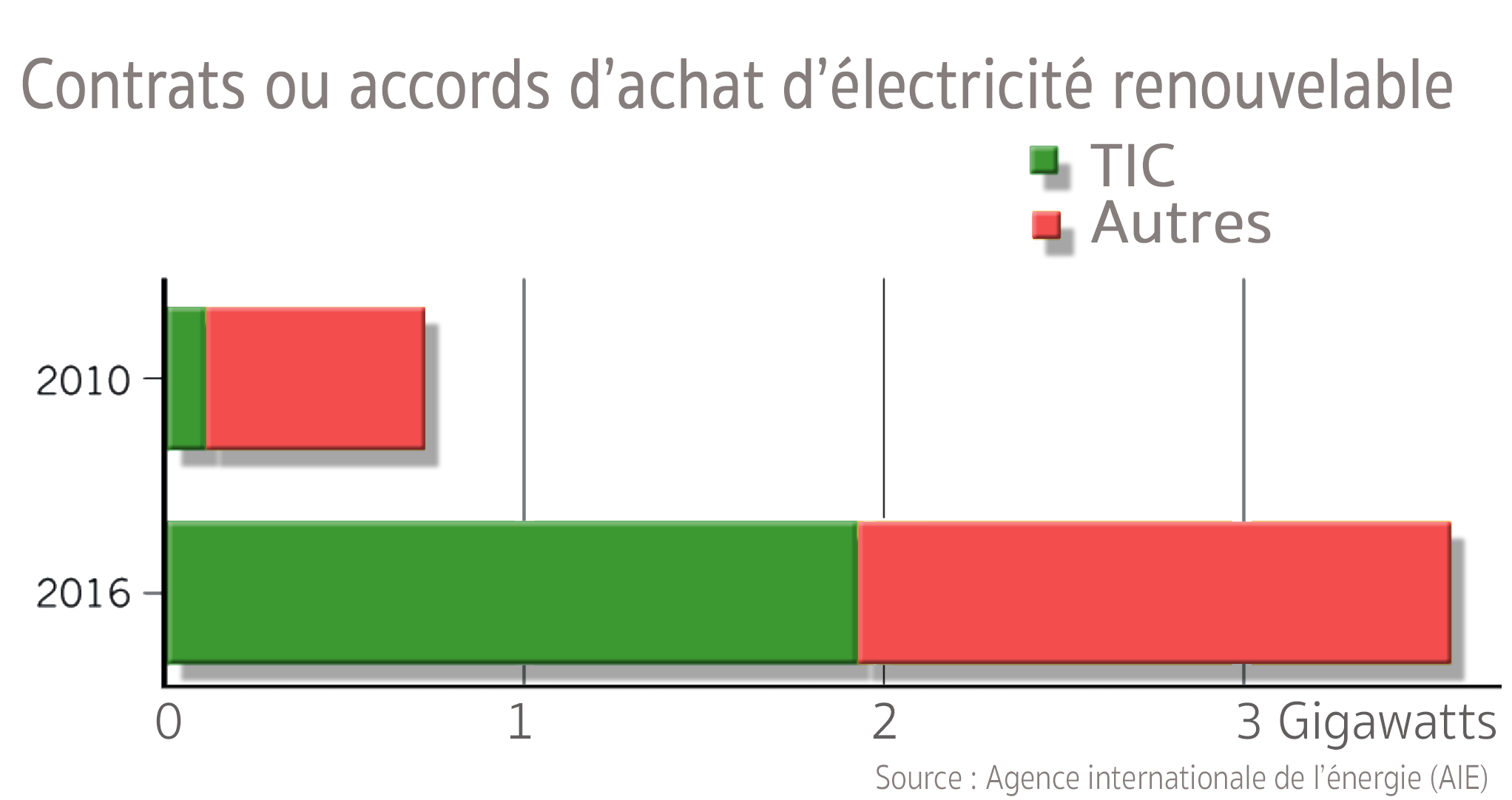
Parmi les entreprises qui se sont engagées à acheter plus d'électricité renouvelable, celles du secteur des TIC progressent plus vite (ici de 2010 à 2016), mais toutes n'ont pas tenu leurs engagements.

Selon l'association française The Shift Project, le numérique dans son ensemble était responsable de 3,7 % des émissions de CO2 mondiales en 2018, contre 2,5 % en 2013.
Les TIC pourraient théoriquement aider à économiser beaucoup d'énergie (ex. : selon France Télécom une utilisation large et judicieuse des NTIC, via le télétravail par exemple, aurait pu en France réduire de 7 % les émissions de gaz à effet de serre du pays de 2010 à 2020 (un tiers de l'objectif français qui est de 20 % selon les protocoles actuels) ; l'Agence internationale de l'énergie (AIE) a estimé que si tous les véhicules étaient automatisés de manière à optimiser leur consommation et faciliter le partage et le covoiturage, le secteur des transports économiserait 60 % de l'énergie qu'il dépense aujourd'hui. L'écodomotique permettrait aux bâtiments d'être bien plus économes voire à énergie positive, alors qu'ils ont causé 60 % de l'augmentation de la demande mondiale en électricité entre 1990 et 2015. Selon Chiara Venturini, le secteur des TICs réduit de 1,5 fois son empreinte carbone mais pourrait le faire jusqu'à près de dix fois d'ici 2030 s'il basculait vers les énergies renouvelables et optimisait ses usages.
La mondialisation de ces technologies et leurs autres usages ont des effets environnementaux : en 2013, ce secteur consommait environ 7 % de toute l'électricité produite sur la planète.
Au cours des années 2000-2015 :
- l'empreinte écologique de l'informatique grandit vite à cause d'une consommation très importante de silicium, de métaux précieux, de terres rares ou produits toxiques (le nombre de métaux de la table de Mendeleïev consommés par les TICs est passé de 10 dans les années 1980 à 60 dans les années 2010 et leur consommation a triplé). Le PNUE a publié en 2013 la composition d'un ordinateur personnel fixe, et l'Öko Institute a fait une étude équivalente en 2012 pour les ordinateurs portables[42]). L'obsolescence rapide du matériel, par ailleurs mal réutilisé ou recyclé, participe à son empreinte environnementale. Celle-ci augmente aussi parallèlement à l'essor d'usages plus consommateurs d'énergie ; notamment, le streaming vidéo représente 63 % du trafic Internet mondial en 2015, 74 % aux États-Unis en 2016, et 78 % prévus en 2021 en Europe et en Amérique latine[43], Netflix consommant un tiers de tout le trafic Internet d'Amérique du Nord[44][source insuffisante] ;
- l'empreinte carbone et énergétique augmente dans le monde, à mesure que se vendent de plus en plus d'ordinateurs, smartphone, tablettes, etc.) et à cause d'un gaspillage énergétique imposé (ex. : diodes inutiles ou absence d'extinction automatique). Les TIC consommaient en France (35,3 TWh/an en 2008, soit 7,3 % de la consommation électrique totale (après 6,2 % de toute l'électricité en 2005), mais selon une croissance moins rapide que celle des usages[Quoi ?] (+19 % en trois ans contre 40 % pour l'augmentation des équipements et une explosion des usages). Les télécommunications représentaient 6,7 TWh/an[réf. nécessaire] ;
- l'empreinte eau des TICs grandit aussi (de l'eau est consommée pour produire les composants et pour refroidir les centres de données).

D'après une étude publiée lors du colloque EJC - ICT 2012, les « Technologies de l'Information et de la Communication - émettent autant de CO2 (2 % à 5 % des émissions globales annuelles, selon les pays) que l'industrie aéronautique tout en affichant une croissance de 20 % par an »,.
Selon un rapport Votre cloud est-il Net? (avril 2012), « Certains centres de traitement des données consomment autant d'électricité que 250 000 foyers européens. Si le cloud était un pays, il se classerait au 5e rang mondial pour la demande en électricité, et ses besoins devraient être multipliés par trois d'ici à 2020. » De plus, selon Sandvine, mi-2018, « au minimum 50 % du trafic d'Internet est crypté », et plus probablement 75 à 90 % du trafic total en raison du nombre d'applications chiffrant « généralement » leurs données (~98 % du flux sur YouTube), ce qui augmente aussi la consommation d'énergie. Quand Windows 10 a été envoyé par l'Internet à des millions d'utilisateur, la bande passante a été très fortement consommée par le flux des données.
En 2010, en France, une charte a engagé les opérateurs à économiser l'électricité et à améliorer la récupération et le recyclage des matériels informatiques. De 2005 à 2008, les unités centrales personnelles et les écrans vendus consomment un peu moins d'énergie, mais la consommation des portables a légèrement augmenté (en 2013, dans le meilleur des cas, une réduction de 0,5 % de la consommation d'électricité semblait possible, contre +5 % environ.
Pour leur image et parce que les prix des renouvelables sont devenus attractifs voire moins chers et moins volatils que d'autres formes d'énergies ; de leur propre initiative ou à la demande de grands clients (ou à la demande d'ONG comme Greenpeace), à partir de 2015 environ Facebook, Apple et Google se sont engagés à progressivement utiliser des sources d'énergie 100 % renouvelables pour leurs serveurs, rejoints par Switch (jugé en 2017 énergiquement très vertueux par Greenpeac).
Fin 2017, 20 autres sociétés du Net s'étaient aussi engagés (dont Adobe, Amazon Web Services (AWS), Apple, Box, Digital Realty, Equinix, Etsy, Hewlett Packard Enterprise, Infosys, Microsoft, Naver, Rackspace, Salesforce, SAP, Switch, Workday ; certaines étant des sociétés mondiales de cloud computing mais accusaient un retard considérable. En Corée du Sud, Samsung SDS et Kakao, modestement faisaient pression pour obtenir en Asie un accès plus large aux énergies renouvelables pour leurs serveurs.
En 2015, la production d'électricité renouvelable dépassait les 3,2 GW aux États-Unis ; aux 2/3 utilisées par de grandes sociétés de l'Internet. Google est devenu le 1er acheteur mondial d'énergies vertes) et comme Apple sa croissance est plus que compensée dans ce domaine par une croissance au moins équivalente de son approvisionnement en énergies vertes, mais d'autres géants et grands acteurs du net changent peu ou stagnent dans l'application de leurs engagements ; ce que montre en 2015-2017 l'explosion du nombre de centre de données construits en Virginie (l'État qui produit le moins d'énergie renouvelable aux États-Unis et qui n'encourage pas ou peu les services publics à en produire). Certaines entreprises comme Amazon Web Services (AWS) se montrent vertueuses dans certains États et non dans d'autres (comme en Virginie).
Enfin D Trump a forcé son administration à soutenir le gaz de schiste et une relance du charbon, et les géants du net chinois (Tencent, Baidu, Alibaba et Navera) semblent en 2017-2018 vouloir continuer à dépendre du charbon ou d'autres sources polluantes d'électricité.

## Facteurs favorisant le développement des TIC

### Facteurs économiques
Le développement des activités tertiaires au détriment des activités primaires et secondaires dans les pays industrialisés a augmenté les besoins de traitement de l'information et de communication des entreprises.
Selon l'étude publiée dans le chapitre 4 du rapport IC4D06, Information and Communications for Development 2006: Global Trends and Policies, de la Banque Mondiale portant sur 20 000 entreprises de 26 secteurs dans 56 pays en développement, les entreprises qui ont davantage recours aux TIC font preuve d'une plus grande productivité, d'une croissance plus rapide, d'investissements plus importants et d'une plus grande rentabilité. De nombreuses petites et moyennes entreprises (PME) ont participé à cette étude.
La diffusion des technologies de l'information représente l'exemple le plus flagrant de la pénétration intersectorielle des progrès, voir: Croissance, emplois et productivité dans le secteur tertiaire : controverses théoriques et réalités suisses.

### Facteurs sociétaux
L'augmentation du niveau d'éducation a favorisé l'utilisation d'ordinateurs personnels et de logiciels plus ou moins complexes par un pourcentage croissant de la population.
Les collectivités locales investissent dans la formation sur les TIC pour améliorer la compétitivité des entreprises de leurs territoires.
Les mêmes outils de TIC sont utilisés aussi bien dans le domaine professionnel que dans le domaine privé, ce qui entraîne à la fois un brouillage de la frontière entre ces deux domaines et une stimulation pour se doter de ces outils de TIC,,.
Les ménages consacrent plus d'argent aux TICs, même dans les milieux populaires, avec en contrepartie une réduction d'autres types de dépenses (par exemple, réduction d'achats de journaux, de magazines, de CD…) ; selon l'agence Aravis les statistiques de dépenses des ménages montrent que les TICs ont un poids financier qui a quintuplé depuis 1960 dans le budget : augmentation de la consommation en volume nettement plus forte (+ 8,1 % par habitant) que les autres postes (+ 2,5 %), principalement dans les années 1970 (diffusion de la téléphonie fixe) et depuis 1995 (téléphonie mobile et Internet).
À la question : « Si vous ne deviez regarder que deux médias dans votre vie, lesquels choisiriez-vous ? », les enfants du millénaire répondent : Internet à 61 %, la télévision à 49 %, le cinéma à 35 %, la radio à 29 %, la presse quotidienne à 17 % et les magazines à 9 %.
Les terminaux des TIC à haut débit (ordinateurs personnels et téléphones 3G, 4G, 5G) sont de plus en plus utilisés pour la radio et la télévision en lieu et place des terminaux traditionnels spécifiques à chaque catégorie d'audiovisuel. L'écoute en mode différé de la TV (catch-up TV ou replay) ou d'émissions de radio via le téléchargement (podcast) augmente la gamme de ce qu'on peut choisir de voir ou entendre. Les 14-24 ans veulent pouvoir consommer leurs émissions préférées n'importe quand, n'importe où et sur n'importe quel écran. Dans les années 2000, le streaming est de plus en plus utilisé, faisant reculer le téléchargement illégal, mais en consommant de la bande passante et de l'énergie, tout comme le jeu multi-joueurs en ligne.
Des projets cherchent à utiliser les TIC pour lutter contre l'isolement des séniors (ex. : projet Monalisa).
Les Moocs, les webinars et le fait de pouvoir interagir en temps réel dans les débats et forums apporte un nouveau degré de participation des consommateurs. Grâce au web 2.0, les réseaux sociaux et les services à base de contenus générés par les utilisateurs ont connu un essor spectaculaire, changeant les relations sociales pour des centaines de millions de personnes, mais en augmentant aussi la consommation d'énergie de l'Internet.

### Facteurs techniques
La rapide augmentation de la capacité des processeurs (loi de Moore) et la rapide augmentation de la capacité des artères de transmission (avec la généralisation des fibres optiques) ont entraîné une chute des coûts unitaires des services de communications et surtout une généralisation progressive des systèmes d'accès à Internet à haut débit.
La numérisation de toutes les informations de toute nature: textes, images, photos, musique, films, etc. a permis de tirer parti de la convergence numérique dans les TIC en mutualisant de coûteuses infrastructures de commutation et de transmission au lieu d'avoir des infrastructures spécifiques pour chaque catégorie de service (téléphone, transmission de données, diffusion de l'audiovisuel). Cette caractéristique est d'autant plus importante que ces infrastructures sont caractérisées par des coûts fixes élevés et des coûts marginaux faibles. Cela a entraîné un profond bouleversement des modèles économiques des opérateurs de télécommunications.

### Facteurs commerciaux
En quinze ans, le marché des TIC a été bouleversé, d'abord avec l'essor phénoménal de la téléphonie mobile et de l'Internet fixe à haut débit, puis récemment avec l'Internet mobile à haut débit, ce qui caractérise l'étape majeure de la convergence des technologies du traitement de l'information et de la communication.
L'évolution des coûts des systèmes des TIC et le développement de la concurrence avec l'émergence nouveaux fournisseurs de service ont favorisé un essor spectaculaire des offres commerciales des services de l'information et de la communication, puis un recentrage sur les GAFA. Des bouquets de service aux tarifs forfaitaires abordables incluent maintenant des appels téléphoniques illimités, un accès à l'Internet à haut débit et un accès à des chaînes de télévision.
Les opérateurs ne cherchent plus de vendre des minutes de communications, mais de la bande passante et des services à valeur ajoutée. La part des revenus des opérateurs de télécommunications venant de la téléphonie vocale est en baisse constante alors celle des revenus venant des services de données et de l'Internet croît.

## Développement des TIC

### Indicateurs caractérisant le développement des TIC
Dans les années 1980 et 1990, le développement des TIC était surtout mesurable par l'augmentation du nombre de lignes téléphoniques fixes dans un contexte de privatisation et d'ouverture du marché à la concurrence. Dans les années 2000, il s'est mesuré par le nombre d'abonnés à la téléphonie mobile et à l'Internet, d'abord en bas débit, puis en haut débit. Puis la diffusion de la téléphonie ayant atteint des niveaux spectaculaires (même dans les pays en développement) le développement des TIC se mesure maintenant au nombre d'accès aux services Internet à haut débit et à leur utilisation effective dans la société de l'information. Économiquement parlant, les indicateurs des TIC forment quatre grandes catégories : (I) infrastructure et accès au TIC, (II) accès aux TIC et leur utilisation par les ménages et les particuliers, (III) utilisation des TIC par les entreprises et, (IV) secteur des TIC et commerce des biens TIC. Ces quatre grandes catégories sont issues de recherches partenariats faites sur la mesure des TIC au service du développement à partir de juin 2004 pour faire en sorte que le développement des TIC soit mesuré par un ensemble cohérent d'indicateurs (incluant notamment les éléments essentiels des TIC et l'accès aux services Internet à haut débit).

### Grands résultats
La prospective de l'UIT était que le nombre d'abonnements à large bande fixe dépasserait les 688 millions avant la fin 2013 (taux de pénétration de 9,8 %) et + 21 % de 2010 à 2013 pour le mobile, pour atteindre 2,1 milliards fin 2013 - soit un quasi-triplement du nombre d'abonnements au large bande fixe, restant toutefois inférieur à celui des abonnements au cellulaire mobile, attendu à 6,84 milliards fin 2013. Le nombre d'internautes dans le monde devant selon cette même prospective atteindre les 2,7 milliards fin 2013. Dans les pays en développement, il devait ainsi plus que tripler de 2007 à 2013 pour dépasser 1,8 milliard.
Stimulé par la croissance du nombre de connexions Internet sur des plates-formes fixes et mobiles, le trafic utilisant le protocole Internet (IP) a littéralement explosé, passant d'un pétaoctet par mois il y a vingt ans à 44 000 pétaoctets en 2012. Et rien ne semble devoir arrêter la croissance du trafic IP: en 2013 14 000 pétaoctet/mois étaient attendus (deux fois le trafic mondial total entre 1994 et 2003). Cette croissance est alimentée par l'augmentation du nombre de personnes et d'appareils connectés et par la généralisation de contenus en ligne abondants, diversifiés et souvent « gratuits ».
Dans les années 2000 le haut-débit reste financièrement inaccessible aux pays en développement. Et l'accès à Internet reste inaccessible aux personnes en situation d'illectronisme (fracture numérique).

### Rôle de l'UIT
L'Union internationale des télécommunications (UIT) est l'institution spécialisée des Nations unies pour les questions relatives aux technologies de l'information et de la communication (TIC). L'UIT fournit le système de statistiques sur les TIC qui est le plus complet et le plus fiable en raison des contributions des ministères et autorités de régulation de tous les pays membres.
Les statistiques collectées et distribuées par l'UIT sont relatives aux domaines suivants :
- les statistiques sur les infrastructures et sur l'accès en télécommunication sont collectées chaque année au travers de 2 questionnaires envoyés aux ministères des TIC et aux autorités de régulation des télécommunications ; Cela inclut les indicateurs sur le réseau des téléphones fixes, les services de téléphonie mobile, La connexion Internet/Haut-débit, les trafics, les revenus et investissements ;
- les statistiques sur l'accès aux télécommunications des ménages et des individuels, ainsi que sur leur utilisation sont collectées chaque année par un questionnaire envoyé aux Bureaux nationaux des statistiques (BSN). Cela inclut les principaux indicateurs développés par le partenariat sur la mesure des TIC pour le développement ;
- les statistiques sur les prix/tarifs des services de télécommunications/TIC sont collectées chaque année au travers d'un questionnaire envoyé aux ministères des TIC et aux autorités de régulation des télécommunications. Cela inclut les prix sur la téléphonie fixe et mobile prépayée et sur les services Internet haut-débit fixes (câblés).

Le site de l'UIT fournit un ensemble de définitions des concepts et des indicateurs caractérisant les Technologies de l'Information et de la Communication,,.

### Statistiques fournies par l'UIT sur les TIC
L'Union internationale des télécommunications (UIT) fournit gratuitement des données historiques annuelles de 2000 à 2012 de tous les pays / économies membres de l'UIT pour les indicateurs suivants au niveau mondial et par région.
- Abonnements à un téléphone fixe[79]
- Abonnements à un téléphone mobile[80]
- Pourcentage de particuliers utilisant l'Internet[81]
- Abonnements à un accès à Internet à haut débit par une ligne fixe (ou accès filaire haut débit)[82]
- Indicateurs fondamentaux sur l'accès et l'utilisation des TIC par les ménages et les individus[83]
- Statistiques sur les nombres d'utilisateurs des TIC ventilés par genre[84][réf. non conforme]

Par ailleurs, l'UIT commercialise une base de données (sur support informatique ou sur support papier) fournissant les données historiques annuelles pour une centaine d'indicateurs caractérisant les TIC pour les pays membres de l'UIT.
En 2013, il y avait plus de 2,4 milliards de téléphones cellulaires, tablettes et PC vendus dans le monde.
De plus, au cours de la même année, 476 millions de tablettes ont été achetées et 271 millions d'ordinateurs portables.

### Indicateurs fondamentaux relatifs aux TIC
Une liste d'indicateurs fondamentaux relatifs aux TIC a été mise au point par une structure spécialisée internationale appelée « Partenariat sur la mesure des TIC au service du développement ». Cette structure a été lancée en juin 2004, et se compose des membres suivants : Eurostat, l'Union internationale des télécommunications (UIT), l'Organisation de coopération et de développement économiques (OCDE), la Conférence des Nations unies sur le commerce et le développement (CNUCED), quatre commissions régionales de l'ONU — la Commission économique des Nations unies pour l'Afrique (UNECA), la Commission économique pour l'Amérique latine et les Caraïbes (CEPALC), la Commission économique et sociale pour l'Asie et le Pacifique (CESAP) et la Commission économique et sociale pour l'Asie occidentale (CESAO) —, l'Organisation des Nations unies pour l'éducation, la science et la culture (UNESCO), l'Institut de statistique de l'UNESCO, le Groupe d'étude des technologies de l'information et des communications et la Banque mondiale. L'objectif de ce Partenariat est d'homogénéiser le choix des indicateurs fondamentaux relatifs aux TIC et de proposer des définitions standard de façon à éviter l'incohérence des appellations et des définitions des indicateurs publiés précédemment à travers le monde et selon les différentes institutions. Cette homogénéisation est indispensable pour garantir des comparaisons pertinentes des différents pays à une date donnée et une standardisation permet de garantir un suivi pertinent des données historiques d'un pays sur une période donnée.
Liste des indicateurs fondamentaux relatifs aux TIC
Indicateurs fondamentaux sur l'accès et l'infrastructure
- A1 Lignes téléphoniques fixes par 100 habitants
- A2 Abonnements aux services de téléphonie mobile cellulaire par 100 habitants
- A3 Abonnés à l'Internet fixe par 100 habitants
- A4 Abonnés à l'Internet fixe à haut débit par 100 habitants
- A5 Abonnements mobiles à haut débit par 100 habitants
- A6 Abonnements à la large bande Hertzienne par 100 habitants
- A7 Largeur de bande Internet internationale par habitant (bits par seconde et par habitant)
- A8 Pourcentage de la population couvert par le réseau de téléphonie mobile cellulaire
- A9 Tarifs mensuels d'accès à l'Internet fixe à haut débit en dollars des États-Unis, en tant que pourcentage du revenu mensuel par personne
- A10 Tarifs mensuels de la téléphonie mobile cellulaire prépayée, en dollars des États-Unis, en tant que pourcentage du revenu mensuel par personne.
- A11 Pourcentage de localités disposant de centres publics d'accès à l'Internet (PIAC)

Indicateurs fondamentaux sur l'accès aux TIC et leur utilisation par les ménages et les particuliers
- HH1 Proportion de ménages disposant d'un poste de radio
- HH2 Proportion de ménages disposant d'un poste de télévision
- HH3 Proportion de ménages disposant du téléphone
- HH4 Proportion de ménages disposant d'un ordinateur
- HH5 Proportion de particuliers ayant utilisé un ordinateur dans les 12 derniers mois
- HH6 Proportion de ménages disposant d'un accès à l'Internet à domicile
- HH7 Proportion de particuliers ayant utilisé l'Internet dans les 12 derniers mois
- HH8 Lieu de l'utilisation de l'Internet par les particuliers dans les 12 derniers mois
- HH9 Activités sur Internet entreprises par des particuliers dans les 12 derniers mois
- HH10 Proportion de particuliers ayant utilisé un téléphone mobile cellulaire dans les 12 derniers mois
- HH11 Proportion de ménages disposant d'un accès à l'Internet, par mode d'accès
- HH12 Fréquence d'utilisation de l'Internet par les particuliers dans les 12 derniers mois

Indicateurs fondamentaux sur l'accès l'utilisation des TIC par les entreprises
- B1 Proportion d'entreprises utilisant des ordinateurs
- B2 Proportion d'employés utilisant régulièrement un ordinateur
- B3 Proportion d'entreprises utilisant l'Internet
- B4 Proportion d'employés utilisant régulièrement l'Internet
- B5 Proportion d'entreprises présentes sur le Web
- B6 Proportion d'entreprises disposant d'un intranet
- B7 Proportion d'entreprises recevant des commandes par Internet
- B8 Proportion d'entreprises passant des commandes par Internet
- B9 Proportion d'entreprises utilisant l'Internet, par mode d'accès
- B10 Proportion d'entreprises disposant d'un réseau local (LAN)
- B11 Proportion d'entreprises disposant d'un extranet
- B12 Proportion d'entreprises utilisant l'Internet, par type d'activité ICT1 Proportion de la main-d'œuvre du secteur des entreprises totale présente dans les secteurs des TIC

Indicateurs fondamentaux sur le secteur des TIC 
- ICT2 Part de valeur ajoutée brute du secteur des TIC
- ICT3 Importations de biens de TIC en tant que pourcentage des importations totales
- ICT4 Exportations de biens de TIC en tant que pourcentage des exportations totales

Indicateurs fondamentaux sur l'utilisation des TIC par les particuliers, les entreprises
- ED1 Proportion d'écoles disposant d'un poste de radio utilisé à des fins d'enseignement
- ED2 Proportion d'écoles disposant d'un poste de télévision à des fins d'enseignement
- ED3 Proportion d'écoles disposant d'une installation de communication téléphonique
- ED4 Rapport élèves-par-ordinateur dans les écoles offrant un enseignement assisté par ordinateur
- ED5 Proportion d'écoles disposant d'un accès à l'Internet, par mode d'accès
- ED6 Proportion d'élèves disposant d'un accès à l'Internet à l'école
- ED7 Proportion d'élèves inscrits à des études tertiaires dans des filières relatives aux TIC
- ED8 Proportion d'enseignants qualifiés en TIC dans les écoles

Utilisation des TIC par les administrations et d'autres organismes du secteur public
- EG1 Proportion de travailleurs dans des organismes de l'administration centrale utilisant habituellement des ordinateurs
- EG2 Proportion de travailleurs dans des organismes de l'administration centrale utilisant habituellement l'Internet
- EG3 Proportion d'organismes de l'administration centrale ayant un réseau local (LAN)
- EG4 Proportion d'organismes de l'administration centrale ayant un intranet
- EG5 Proportion d'organismes de l'administration centrale ayant un accès à l'Internet, par mode d'accès
- EG6 Proportion d'organismes de l'administration centrale présents sur le Web
- EG7 Services en ligne sur l'Internet spécifiques auxquels les citoyens ont accès, selon le degré de complexité du service

### Indice de développement des TIC ou IDI
L'indice de développement des TIC ou IDI est un indice composite visant à caractériser le développement des TIC de chaque pays. Cet indice a été mis au point par un ensemble d'institutions internationales et un rapport annuel est publié par l'UIT pour actualiser les résultats. On y trouve la valeur de l'IDI de chaque pays et ses composantes essentielles. On y trouve aussi un autre indicateur fondamental sur le TIC, le coût et l'accessibilité du large bande. Le résumé analytique de 2012 fournissait également un autre indicateur fondamental : le panier de prix des TIC qui est une valeur composite des prix d'éléments représentatifs de services des TIC. Des résultats plus complets, et une définition complète du calcul de l'IDI et de ses composantes ainsi qu'une définition du calcul du panier de prix des TIC avec la définition des sous-paniers sont disponibles dans la version anglaise du rapport de 2013 Measuring the Information Society.

### Statistiques du Forum économique mondial
Chaque année, le Forum économique mondial publie le Networked Readiness Index, un indice défini en fonction de la place, de l'usage et du bénéfice que peut tirer un pays des technologies de l'information et des communications. Cet indice prend en considération une centaine de pays (133 en 2009-2010) et permet d'établir un classement mondial. Cet indice reste encore sous le niveau souhaité si l'on tient compte des besoins et des limitations imposées par les situations actuelles.

#### Classement 2010
| Rang | Pays       | Score   | Évolution du classement en 1 année |
| ---- | ---------- | ------- | ---------------------------------- |
| 1    | Suède      | 5,65    | +1                                 |
| 2    | Singapour  | 5,64    | +2                                 |
| 3    | France     | 5,66664 | +5                                 |
| 4    | Suisse     | 5,48    | +1                                 |
| 5    | États-Unis | 5,46    | -2                                 |
| 6    | Finlande   | 5,54    | -                                  |
| 7    | Canada     | 5,36    | +3                                 |
| 8    | Hong Kong  | 5,43    | +4                                 |
| 9    | Pays-Bas   | 5,32    | -                                  |
| 10   | Norvège    | 5,22    | -2                                 |

Source : Forum économique mondial, 2010

Nombre de pays : 133

#### Classement 2012
| Rang | Pays            | Score | Évolution du classement en 2 ans |
| ---- | --------------- | ----- | -------------------------------- |
| 1    | Suède           | 5,94  | -                                |
| 2    | Singapour       | 5,86  | -                                |
| 3    | Finlande        | 5,81  | +3                               |
| 4    | Danemark        | 5,70  | -1                               |
| 5    | Suisse          | 5,61  | -1                               |
| 6    | Pays-Bas        | 5,60  | +3                               |
| 7    | Norvège         | 5,59  | +3                               |
| 8    | États-Unis      | 5,56  | -3                               |
| 9    | Canada          | 5,51  | -2                               |
| 10   | Grande-Bretagne | 5,50  | +3                               |
| ...  | ...             | ...   |                                  |
| 23   | France          | 5,12  | -19                              |

Source : Forum économique mondial, 2012

Nombre de pays : 142

#### Classement 2016
| Rang | Pays            | Score | Évolution du classement en 1 an |
| ---- | --------------- | ----- | ------------------------------- |
| 1    | Singapour       | 6,0   | -                               |
| 2    | Finlande        | 6,0   | +3                              |
| 3    | Suède           | 5,8   | -                               |
| 4    | Norvège         | 5,8   | +4                              |
| 5    | États-Unis      | 5,8   | +2                              |
| 6    | Pays-Bas        | 5,8   | -2                              |
| 7    | Suisse          | 5,8   | -1                              |
| 8    | Grande-Bretagne | 5,7   | -                               |
| 9    | Luxembourg      | 5,7   | -                               |
| 10   | Japon           | 5,6   | -                               |
| ...  | ...             | ...   |                                 |
| 24   | France          | 5,3   | +2                              |

Source : Forum économique mondial, 2016.
Nombre de pays : 139

## Inégalités sociales
Fabien Granjon fait le constat que malgré un accès matériel facilité et plus répandu, les TIC ne résorbent pas les inégalités sociales préexistantes, mais au contraire les rendent plus saillantes. La possession de ce matériel peut permettre d'en développer des usages, cependant leur utilisation est hétérogène et vectrice d'inégalités. En effet, pour pouvoir tirer profit de ce capital numérique, qui d'après Granjon apparait comme « une spécification du capital culturel », il faut en éprouver une certaine envie, de la curiosité et un intérêt. Cet aspect est inégalement réparti selon les conditions sociales des utilisateurs. Les usages des utilisateurs sont codifiés par les rapports sociaux « qui les structurent et les contraignent ».

## Approches des TIC par les autres sciences
Les TIC ont fait l'object d'une approche pluridisciplinaire, aussi bien de la part des sciences dites "dures" que des sciences humaines.

### Approches intégrant les mathématiques

#### Cybernétique et théorie de l'information (années 1950-1960)
Ses pionniers Norbert Wiener et Claude Shannon ont élaboré une approche systémique de la communication, en s'appuyant sur les concepts de Boucle de rétroaction, de codage et de Canal de communication (théorie de l'information).

### Approches intégrant la sociologie
Manuel Castells a étudié la manière dont le développement des TIC affecte les structures sociales, économiques et politiques.
Daniel Bell est à l'origine du concept de "société post-industrielle" où l'information sert de ressource principale. Un concept élaboré également par Alvin Toffler dans les années 1980.
Howard Rheingold s'est intéressé au rôle des TIC dans la création de communautés virtuelles.

#### Approches critiques
Evgeny Morozov se montre critique de l''utopie technologique, via l'idée que les TIC résolvent souvent de faux problèmes et peuvent contribuer à un conformisme et à une surveillance de masse.
Dans les années 2010, Shoshana Zuboff décrit l'impact des TIC sur le capitalisme à travers le concept de Capitalisme de surveillance.

### Approches intégrant la sémiologie
Marshall McLuhan a développé une théorie des médias mettant l'accent sur le support.
Jean Baudrillard développe aussi une réflexion sur le découplage entre la signification et l'information.

### Approches intégrant l'économie
Plusieurs économiste ont fait des TIC leur domaine de travail, parmi lesquels Hal Varian et Carl Shapiro.

### Approches intégrant la philosophie
Plusieurs auteurs ont mené une réflexion éthique sur l'usage des nouvelles technologies, parmi lesquels Luciano Floridi.
Ted Nelson est à l'origine des concepts d'Hypertexte et d'Hypermédia.

### Approches intégrant la psychologie
Différents auteurs ont étudié - sans être tous spécialistes de psychologie - les liens entre les TIC et 
- L'évolution des capacités cognitives : Nicholas G. Carr
- L'identité : Sherry Turkle